# Jimmy C. Newman

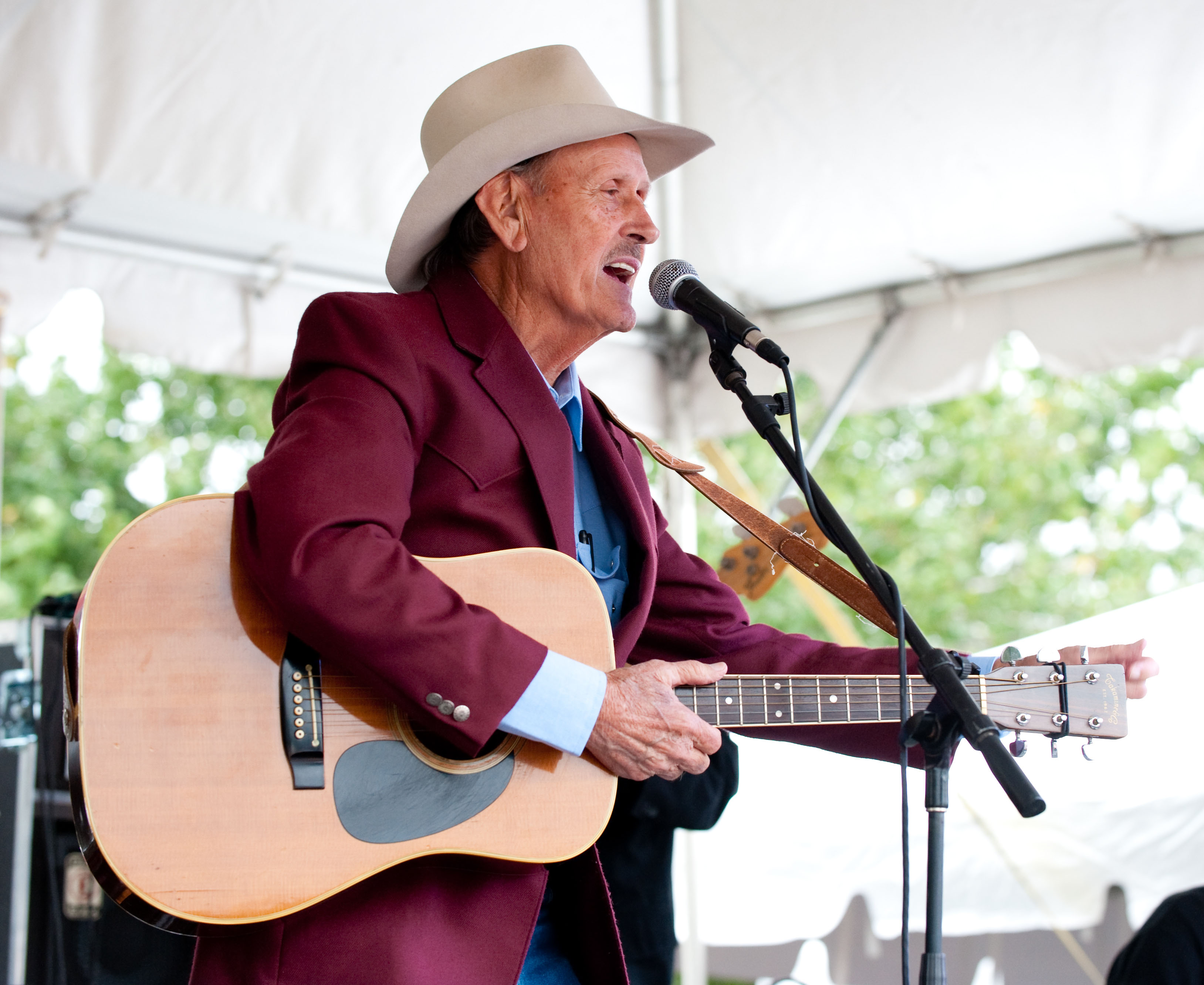
Jimmy C. Newman (2009)

Jimmy C. Newman (* 27. August 1927 in High Point, Louisiana als Jimmy Yves Newman; † 21. Juni 2014 in Nashville, Tennessee) war ein US-amerikanischer Country-Sänger, der vor allem für seine Cajun-Songs bekannt wurde.

## Biografie

### Anfänge
Newman wurde 1927 in der Nähe der Stadt Mamou in Louisiana in den Südstaaten geboren. Als Kind war er eher ein Fan von Stars wie Gene Autry als von Cajun-Musik, die in der Gegend, in der er aufwuchs, sehr populär ist. Dennoch hatte er einige Cajun-Songs im Repertoire, die er als Teenager mit seiner ersten Band, den Chuck Guillorry's Rhythm Boys spielte. Mit dieser und weiteren Bands tourte er durch den Süden und Südwesten der USA, bis er nach einigen nicht sehr erfolgreichen Plattenaufnahmen in den 1940ern schließlich bei Fred Rose landete, der den jungen Musiker unterstützte. Newman bekam in Lake Charles eine eigene Radioshow, eine Fernsehshow in Shreveport und 1953 schließlich einen Plattenvertrag mit Dot Records.

### Karriere
1954 nahm Newman den von ihm als Co-Autor geschriebenen Song Cry, Cry Darling auf, der es auf Platz 4 der Country-Charts schaffte, was zur Mitgliedschaft in der berühmten Radioshow Louisiana Hayride führte. Newmans nächste vier Platten, darunter Daydreamin’ und Blue Darlin erreichten die Top-10 der Charts, und 1956 wurde er in die Grand Ole Opry aufgenommen. 
1957 hatte Newman seinen größten Hit, A Fallen Star, der es bis auf Platz 2 der Country- und in die Top-25 der Pop-Charts schaffte. 1958 wechselte er zu MGM-Records. Im November des gleichen Jahres gelang ihm ein weiterer Top-10-Hit mit You're Makin' a Fool Out of Me, und im Juli 1959 konnte sich nach einigen anderen ebenfalls erfolgreichen Titeln Grin and Bear It ebenfalls unter den ersten 10 platzieren. Newmans Erfolge Anfang der 1960er waren A Lovely Work of Art auf Platz 6 und Wanting You to Be With Me auf Platz 11. 1961 wechselte Newman erneut die Plattenfirma und ging zu Decca.

### Zurück zum Cajun
Als nunmehr etablierter Künstler begann Newman erneut, sich der Cajun-Musik zu widmen. Er gründete eine neue Band und konnte sich mit den ersten Singles Alligator Man und Bayou Talk im Cajun-Stil sofort in den Top 25 platzieren. Sein 1963 erschienenes Album Folk Songs of the Bayou Country, bei dem bekannte Musiker wie der Akkordeonist Shorty LeBlanc und der Fiddler Rufus Thibodeaux mitwirkten, trug zur Popularität der Cajun-Musik bei. 
Für einige Zeit wandte sich Newman dann wieder überwiegend dem Nashville Sound zu und hatte ebenfalls 1963 mit dem Top-10-Hit The D.J. Cried Erfolg sowie 1965 und 1966 mit Artificial Rose und Back Pocket Money. Seinen letzten Country-Charts-Erfolg konnte Newman 1970 mit dem Song I'm Holding Your Memory (But He's Holding You) verbuchen.
Als die Erfolge nachließen, kehrte Newman erneut zur Cajun-Musik zurück und nahm Platten für Labels wie La Louisianne, Swallow und Rounder auf. 1976 erhielt er als einziger Künstler eine Goldene Schallplatte für einen Song, der überwiegend in Cajun-French aufgenommen war: Lache Pas La Patate. Mit der Cajun-Musik feierte Newman nun weltweit Erfolge, beispielsweise 1980 beim Wembley Country Music Festival in London.
Newman lebte mit seiner Frau Mae auf der Singing Hills Ranch in Murfreesboro in der Nähe von Nashville. Er tourte zuletzt noch mit Songs wie Jambalaya, Jolie Blon oder Diggy Liggy Lo und trat weiterhin in der Grand Ole Opry auf. Newman starb im Juni 2014 im Alter von 86 Jahren in Nashville an einem Krebsleiden.

## Auszeichnungen
1991 erhielten Newman und seine Band Cajun Country eine Grammy-Nominierung für das Album Alligator Man. 1992 wurde er mit einem Spezialpreis von der Cajun French Music Association of South Louisiana für seine Verdienste um die weltweite Verbreitung von Cajun-Musik ausgezeichnet. Im Jahr 2000 wurde Newman in die International Hall of Fame der North American Country Music Association aufgenommen und 2004 in die Cajun Hall of Fame. Er ist ebenfalls Mitglied der Cajun Music Hall of Fame in Lafayette, Louisiana.